# Índice de similaridade com a Terra

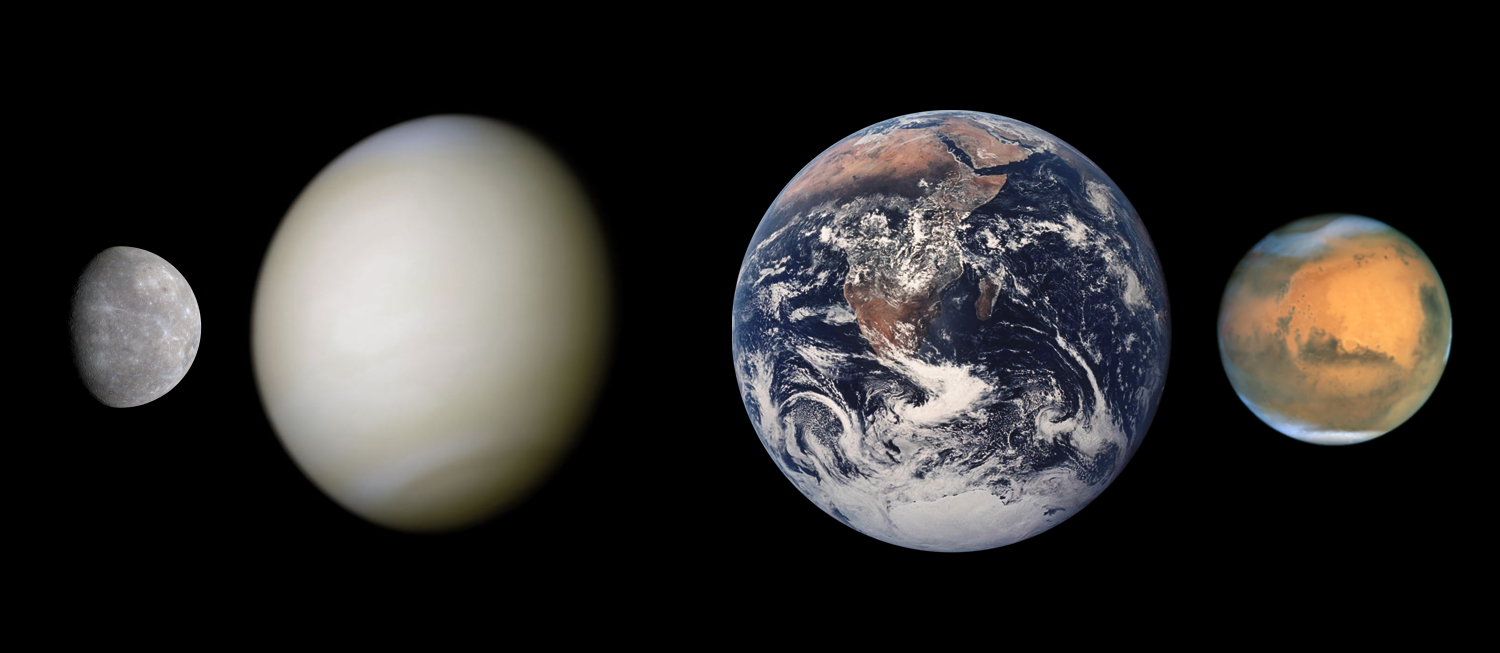
Apesar de diferirem em tamanho e temperatura, planetas terrestres do Sistema Solar tendem a ter altos valores do Índice de Similaridade com a Terra - Mercúrio (0.596), Vênus (0.444), Terra (1.00) e Marte (0.797). Tamanhos em escala.

O Earth similarity index (ESI, índice de similaridade com a Terra) é um índice para medir a habitabilidade de um exoplaneta.
Os valores são realizados em uma escala de 0 a 1, sendo 1 o mais semelhante à Terra e que levam em conta o raio, densidade, velocidade de escape e temperatura da superfície do planeta e sua composição geoquímica, .